# M1 (U-Boot)
HMS M1 war ein Unterseeboot der M-Klasse der britischen Royal Navy, das im Ersten Weltkrieg zum Einsatz kam und 1925 nach einer Kollision sank.
Die M1 gehörte zu einer vier Einheiten umfassenden Klasse von U-Booten, die von der Royal Navy im Februar 1916 anstelle von vier Fahrzeugen der K-Klasse (K18-K21) geordert wurde. Es handelte sich aber nicht, wie gelegentlich zu lesen ist, um Umbauten aus der mit Dampfturbinen angetriebenen K-Klasse, sondern um einen eigenständigen Entwurf. Im Gegensatz zu dieser wiesen die Zweihüllenboote der M-Klasse den typischen Hybridantrieb aus Diesel- und Elektromotoren auf.
Neben einer Bewaffnung mit vier 45,7-cm-Zoll-Torpedorohren führten die M1 und ihre Schwesterschiffe als Hauptbewaffnung eine in einem festen Aufbau vor dem Kommandoturm untergebrachte, großkalibrige Schlachtschiffkanone im Kaliber 30,5 cm. Die Idee für dieses Konzept resultierte aus der Unzuverlässigkeit und mangelnden Reichweite der damals verwendeten Torpedos. Das Gewicht des etwa 100 Tonnen wiegenden Geschützaufbaus ermöglichte dem U-Boot eine erstaunlich schnelle Tauchzeit von weniger als 90 Sekunden. Obwohl die 30,5-cm-Kanone unter Wasser die Manövrierfähigkeit des Bootes verbesserte, führte sie bei aufgetauchter Fahrt zu Problemen, da M1 dadurch toplastig und schwer zu steuern wurde. Die Kanone hatte eine Reichweite von ca. 14.000 m. Ein Feuerleitsystem, das ein Schießen über große Distanzen ermöglicht hätte, wurde jedoch nie installiert. Das Einsatzkonzept sah stattdessen vor, dass das U-Boot sich einem Ziel getaucht näherte, dann auftauchte, aus kurzer Distanz feuerte und dann wieder abtauchte. Bis etwa 1.000 Meter Entfernung hatte eine 30,5-cm-Granate eine komplett flache Flugbahn, weshalb eine einfache Visiereinrichtung ausreichte, um mit hoher Wahrscheinlichkeit Treffer zu erzielen. Am Geschützrohr war deshalb ein gut sichtbares Korn angebracht, das auch das Zielen mit dem Periskop ermöglichte. Die Waffe konnte auch halb getaucht abgefeuert werden. Der Besatzung gelang schließlich die Durchführung dieses Manövers in 75 Sekunden. Zum Nachladen musste allerdings aufgetaucht werden, was das Boot verletzbar für Gegenangriffe machte. Ein weiterer Schwachpunkt des Konzepts war der geringe Schwenkbereich der Geschützlafette, weshalb mit dem gesamten Boot gezielt werden musste. Deshalb verging sehr viel Zeit zwischen der Aufklärung eines Zieles und dem ersten Schuss. Hinzu kam ein Konstruktionsproblem. Die riesigen Geschütze waren für den Einsatz auf großen Schlachtschiffen gedacht. Die Ausmaße der Barbette erforderten eine sehr große Öffnung im Druckkörper, die dessen Stabilität beeinträchtigte. Ein Wassereinbruch im Geschützaufbau bedeutete unweigerlich den Verlust des gesamten U-Bootes.
Der Kiel der M1 wurde am 1. Juli 1916 bei Vickers gelegt, der Stapellauf erfolgte am 9. Juli 1917, die Indienststellung am 17. April 1918. Erster Kommandant war Kapitän Max Kennedy Horton, DSO, ein erfolgreicher U-Boot-Kommandeur, der im Zweiten Weltkrieg als Admiral der „Western Approaches“ ab 1942 erfolgreich deutsche U-Boote bekämpfte. M1 kam nicht mehr zu nennenswerten Kampfeinsätzen, angeblich auch deshalb, weil man fürchtete, der deutsche Kriegsgegner könnte das Konzept aufgreifen und gegen seine Urheber verwenden.
Nach dem Ende des Kriegs wurde die M1 vor allem als Testfahrzeug eingesetzt. Bei Artillerieübungen versenkte sie zwei ausgemusterte U-Boote. Technische Mängel und Probleme blieben eine dauerhafte Begleiterscheinung und führten mehrfach zu gefährlichen Zwischenfällen. Das U-Boot verschwand mit seiner Besatzung von 69 Mann am 12. November 1925 bei einer Übung vor der Küste von Devon. Die Unglücksursache blieb zunächst unbekannt, bis der Kapitän des schwedischen Frachters Vidar von einer „Unterwasserexplosion“ im Operationsgebiet des U-Bootes berichtete und sich bei einer Untersuchung des Schiffs durch Taucher Beschädigungen im Bugbereich fanden, die auf eine Kollision deuteten. Bei einer Untersuchung im Trockendock konnte dann anhand von Farbspuren nachgewiesen werden, dass die Vidar das wahrscheinlich knapp unter der Wasseroberfläche getaucht fahrende U-Boot gerammt und versenkt hatte. Ein Schiff der Royal Navy konnte das Wrack mit Hilfe von Sonar lokalisieren, aber eine Untersuchung durch Taucher unterblieb wegen der großen Tiefe. Wahrscheinlich gingen aufgrund eines Übertragungsfehlers die Koordinaten der korrekten Position verloren.
Das Wrack der M1 wurde 1999 durch den Wracktauchspezialisten Innes McCartney in 73 m Tiefe vor Start Point auf der Position 49° 59′ N, 3° 56′ W wiederentdeckt. Das U-Boot ist weitgehend intakt und liegt mit einer leichten Neigung nach Backbord auf dem Meeresgrund. Am höchsten Punkt ragt es noch bis 62,5 m auf. Die Plattform für das Geschütz ist noch vorhanden, Teile des Geschützaufbaus liegen neben der Steuerbordseite, aber die Kanone selbst fehlt. Die sterblichen Überreste der 69 Besatzungsmitglieder werden im Inneren des U-Bootes vermutet, obwohl zwei Ausstiegsluken vor und hinter dem Kommandoturm geöffnet sind. Nach den Untersuchungen der Taucher traf der Rammstoß der Vidar das Geschütz, das dadurch aus der Verankerung gerissen wurde. Der massive Wassereinbruch im Druckkörper führte zum sofortigen Sinken des U-Bootes. Im März 2000 strahlte die BBC eine Dokumentation über M1 aus. Seit 2006 ist das gelegentlich von technischen Tauchern aufgesuchte Wrack durch den „Protection of Military Remains Act“ von 1986 als „Protected Place“ geschützt. Es darf zwar von außen durch Taucher betrachtet werden, aber das Eindringen, das Sammeln von Souvenirs oder die Vornahme von Bergungsarbeiten sind verboten.